# يوميات مغرور (مسلسل)
يوميات مغرور مسلسل كوميدي يحكي عن شاب يدعى (حسكو) والذي لا يقدر أن يجد عمل أبداً والمسلسل يتكون من20 حلقة وهو من إخراج سمير السقاف